# International Bank Account Number

Numero IBAN su un estratto conto bancario (fittizio) britannico

L'IBAN è un codice alfanumerico utilizzato nelle transazioni fra conti correnti diversi e che all'interno contiene l'identificazione del paese, della banca e del numero di conto corrente. Può essere utilizzato per transazioni sia nazionali sia internazionali. In Italia è lungo 27 caratteri.

## Descrizione
Il codice IBAN è definito a livello internazionale e consiste in:
- 2 lettere rappresentanti lo Stato
- 2 cifre di controllo
- il codice BBAN nazionale.

Spetta alle banche nazionali definire la formulazione del BBAN dello stato di appartenenza con l'obbligo di mantenere una lunghezza fissa per ogni singola nazione (BBAN della stessa nazione devono avere la stessa lunghezza) e di contenere in una ben determinata posizione un codice per identificare la banca.
L'IBAN fu sviluppato con l'intento di semplificare le transazioni economiche tra persone fisiche o Piccole e medie imprese (PMI) spesso confuse dalla differenze di codici delle varie nazioni europee. Lo standard non è ancora ampiamente diffuso (soprattutto al di fuori dell'Europa), quindi è ancora caldamente consigliato (e spesso richiesto dalla banca stessa) l'uso del codice BIC (o SWIFT).
Dal 1º gennaio 2008 l'uso dell'IBAN è diventato obbligatorio per i bonifici nazionali Italia (in sostituzione delle coordinate bancarie ABI, CAB e numero di conto) e per quelli diretti nell'area SEPA.
I bonifici disposti senza indicazione del codice IBAN sono stati accettati fino al 1º giugno 2008 senza ulteriori costi. I bonifici privi di codice IBAN hanno costi maggiori. Attualmente diverse banche rifiutano bonifici su altre banche prive di IBAN e accettano solo nel caso in cui sia il beneficiario che l'ordinante siano clienti della stessa banca.

## Struttura dell'IBAN

### Albania
| IBAN (Albania)                                    |                     |                     |                     |                     |                          |
| Sigla internazionale secondo lo standard ISO 3166 | Numeri di controllo | BBAN - 24 caratteri | BBAN - 24 caratteri | BBAN - 24 caratteri | BBAN - 24 caratteri      |
| Sigla internazionale secondo lo standard ISO 3166 | Numeri di controllo | Codice della Banca  | Codice Sportello    | CIN                 | Numero di conto corrente |
| AL                                                | 12                  | 123                 | 1234                | 1                   | 1234567890123456         |

### Andorra
| IBAN (Andorra)                                    |                     |                    |                  |                          |      |
| Sigla internazionale secondo lo standard ISO 3166 | Numeri di controllo | BBAN               | BBAN             | BBAN                     | BBAN |
| Sigla internazionale secondo lo standard ISO 3166 | Numeri di controllo | Codice della Banca | Codice Sportello | Numero di conto corrente |      |
| AD                                                | 12                  | 1234               | 1234             | 123456789012             |      |

### Arabia Saudita
| IBAN (Arabia Saudita)                             |                     |                    |                          |      |      |
| Sigla internazionale secondo lo standard ISO 3166 | Numeri di controllo | BBAN               | BBAN                     | BBAN | BBAN |
| Sigla internazionale secondo lo standard ISO 3166 | Numeri di controllo | Codice della banca | Numero di conto corrente |      |      |
| SA                                                | 12                  | 12                 | 123456789012345678       |      |      |

### Austria
| IBAN (Austria)                                    |                     |                    |                          |      |      |
| Sigla internazionale secondo lo standard ISO 3166 | Numeri di controllo | BBAN               | BBAN                     | BBAN | BBAN |
| Sigla internazionale secondo lo standard ISO 3166 | Numeri di controllo | Codice della banca | Numero di conto corrente |      |      |
| AT                                                | 12                  | 12345              | 12345678901              |      |      |

### Azerbaigian
| IBAN (Azerbaigian)                                |                     |                    |                          |      |      |
| Sigla internazionale secondo lo standard ISO 3166 | Numeri di controllo | BBAN               | BBAN                     | BBAN | BBAN |
| Sigla internazionale secondo lo standard ISO 3166 | Numeri di controllo | Codice della banca | Numero di conto corrente |      |      |
| AZ                                                | 12                  | 12345              | 12345678901234567890     |      |      |

### Bahrein
| IBAN (Bahrein)                                    |                     |                    |                          |      |      |
| Sigla internazionale secondo lo standard ISO 3166 | Numeri di controllo | BBAN               | BBAN                     | BBAN | BBAN |
| Sigla internazionale secondo lo standard ISO 3166 | Numeri di controllo | Codice della banca | Numero di conto corrente |      |      |
| BH                                                | 12                  | ABCD               | 12345678901234           |      |      |

### Belgio
| IBAN (Belgio)                                     |                     |                    |                          |                     |      |
| Sigla internazionale secondo lo standard ISO 3166 | Numeri di controllo | BBAN               | BBAN                     | BBAN                | BBAN |
| Sigla internazionale secondo lo standard ISO 3166 | Numeri di controllo | Codice della banca | Numero di conto corrente | Codice di controllo |      |
| BE                                                | 12                  | 123                | 1234567                  | 12                  |      |

### Bosnia ed Erzegovina
| IBAN (Bosnia ed Erzegovina)                       |                     |                    |                  |                          |                     |
| Sigla internazionale secondo lo standard ISO 3166 | Numeri di controllo | BBAN               | BBAN             | BBAN                     | BBAN                |
| Sigla internazionale secondo lo standard ISO 3166 | Numeri di controllo | Codice della banca | Codice sportello | Numero di conto corrente | Chiave di controllo |
| BA                                                | 12                  | 123                | 1234             | 12345678                 | 12                  |

### Bulgaria
| IBAN (Bulgaria)                                   |                     |                    |                  |                     |                          |
| Sigla internazionale secondo lo standard ISO 3166 | Numeri di controllo | BBAN               | BBAN             | BBAN                | BBAN                     |
| Sigla internazionale secondo lo standard ISO 3166 | Numeri di controllo | Codice della banca | Codice sportello | Codice di controllo | Numero di conto corrente |
| BG                                                | 12                  | ABCD               | 1234             | 12                  | 12345678                 |

### Costa Rica
| IBAN (Costa Rica)                                 |                     |                    |                          |      |      |
| Sigla internazionale secondo lo standard ISO 3166 | Numeri di controllo | BBAN               | BBAN                     | BBAN | BBAN |
| Sigla internazionale secondo lo standard ISO 3166 | Numeri di controllo | Codice della banca | Numero di conto corrente |      |      |
| CR                                                | 12                  | 123                | 12345678901234           |      |      |

### Croazia
| IBAN (Croazia)                                    |                     |                    |                          |      |      |
| Sigla internazionale secondo lo standard ISO 3166 | Numeri di controllo | BBAN               | BBAN                     | BBAN | BBAN |
| Sigla internazionale secondo lo standard ISO 3166 | Numeri di controllo | Codice della banca | Numero di conto corrente |      |      |
| HR                                                | 12                  | 1234567            | 1234567890               |      |      |

### Cipro
| IBAN (Cipro)                                      |                     |                    |                   |                          |
| Sigla internazionale secondo lo standard ISO 3166 | Numeri di controllo | BBAN               | BBAN              | BBAN                     |
| Sigla internazionale secondo lo standard ISO 3166 | Numeri di controllo | Codice della banca | Codice di filiale | Numero di conto corrente |
| CY                                                | 12                  | 123                | 12345             | 1234567890123456         |

### Danimarca
| IBAN (Danimarca)                                  |                     |                    |                          |      |      |
| Sigla internazionale secondo lo standard ISO 3166 | Numeri di controllo | BBAN               | BBAN                     | BBAN | BBAN |
| Sigla internazionale secondo lo standard ISO 3166 | Numeri di controllo | Codice della banca | Numero di conto corrente |      |      |
| DK                                                | 12                  | 1234               | 1234567890               |      |      |

### Estonia
| IBAN (Estonia)                                    |                     |                    |                |                          |                     |
| Sigla internazionale secondo lo standard ISO 3166 | Numeri di controllo | BBAN               | BBAN           | BBAN                     | BBAN                |
| Sigla internazionale secondo lo standard ISO 3166 | Numeri di controllo | Codice della banca | Codice agenzia | Numero di conto corrente | Chiave di controllo |
| EE                                                | 12                  | 12                 | 12             | 12345678901              | 1                   |

### Finlandia
| IBAN (Finlandia)                                  |                     |                    |                          |                     |      |
| Sigla internazionale secondo lo standard ISO 3166 | Numeri di controllo | BBAN               | BBAN                     | BBAN                | BBAN |
| Sigla internazionale secondo lo standard ISO 3166 | Numeri di controllo | Codice della banca | Numero di conto corrente | Chiave di controllo |      |
| FI                                                | 81                  | 123456             | 1234567                  | 1                   |      |

### Francia
| IBAN (Francia)                                    |                     |                    |              |                          |                     |
| Sigla internazionale secondo lo standard ISO 3166 | Numeri di controllo | BBAN               | BBAN         | BBAN                     | BBAN                |
| Sigla internazionale secondo lo standard ISO 3166 | Numeri di controllo | Codice della banca | Code guichet | Numero di conto corrente | Chiave di controllo |
| FR                                                | 12                  | 12345              | 12345        | 12345678901              | 12                  |

### Georgia
| IBAN (Georgia)                                    |                     |                    |                          |      |      |
| Sigla internazionale secondo lo standard ISO 3166 | Numeri di controllo | BBAN               | BBAN                     | BBAN | BBAN |
| Sigla internazionale secondo lo standard ISO 3166 | Numeri di controllo | Codice della banca | Numero di conto corrente |      |      |
| GE                                                | 12                  | 12                 | 1234567890123456         |      |      |

### Germania
| IBAN (Germania)                                   |                     |                    |                          |      |      |
| Sigla internazionale secondo lo standard ISO 3166 | Numeri di controllo | BBAN               | BBAN                     | BBAN | BBAN |
| Sigla internazionale secondo lo standard ISO 3166 | Numeri di controllo | Codice della banca | Numero di conto corrente |      |      |
| DE                                                | 12                  | 12345678           | 1234567890               |      |      |

### Gibilterra
| IBAN (Gibilterra)                                 |                     |                    |                          |      |      |
| Sigla internazionale secondo lo standard ISO 3166 | Numeri di controllo | BBAN               | BBAN                     | BBAN | BBAN |
| Sigla internazionale secondo lo standard ISO 3166 | Numeri di controllo | Codice della banca | Numero di conto corrente |      |      |
| GI                                                | 12                  | ABCD               | 123456789012345          |      |      |

### Grecia
| IBAN (Grecia)                                     |                     |                    |                |                          |      |
| Sigla internazionale secondo lo standard ISO 3166 | Numeri di controllo | BBAN               | BBAN           | BBAN                     | BBAN |
| Sigla internazionale secondo lo standard ISO 3166 | Numeri di controllo | Codice della banca | Codice agenzia | Numero di conto corrente |      |
| GR                                                | 12                  | 123                | 1234           | 1234567890123456         |      |

### Groenlandia
| IBAN (Groenlandia)                                |                     |                    |                          |      |      |
| Sigla internazionale secondo lo standard ISO 3166 | Numeri di controllo | BBAN               | BBAN                     | BBAN | BBAN |
| Sigla internazionale secondo lo standard ISO 3166 | Numeri di controllo | Codice della banca | Numero di conto corrente |      |      |
| GL                                                | 12                  | 1234               | 1234567890               |      |      |

### Irlanda
| IBAN (Irlanda)                                    |                     |                    |                |                          |      |
| Sigla internazionale secondo lo standard ISO 3166 | Numeri di controllo | BBAN               | BBAN           | BBAN                     | BBAN |
| Sigla internazionale secondo lo standard ISO 3166 | Numeri di controllo | Codice della banca | Codice agenzia | Numero di conto corrente |      |
| IE                                                | 12                  | ABCD               | 123456         | 12345678                 |      |

### Islanda
| IBAN (Islanda)                                    |                     |                    |                  |                          |                                                        |
| Sigla internazionale secondo lo standard ISO 3166 | Numeri di controllo | BBAN               | BBAN             | BBAN                     | BBAN                                                   |
| Sigla internazionale secondo lo standard ISO 3166 | Numeri di controllo | Codice della Banca | Codice Sportello | Numero di conto corrente | Numero identificativo del titolare a livello nazionale |
| IS                                                | 12                  | 1234               | 12               | 123456                   | 1234567890                                             |

### Isole Faroe
| IBAN (Isole Faroe)                                |                     |                    |                          |                     |      |
| Sigla internazionale secondo lo standard ISO 3166 | Numeri di controllo | BBAN               | BBAN                     | BBAN                | BBAN |
| Sigla internazionale secondo lo standard ISO 3166 | Numeri di controllo | Codice della banca | Numero di conto corrente | Chiave di controllo |      |
| FO                                                | 12                  | 1234               | 123456789                | 1                   |      |

### Isole Mauritius
| IBAN (Isola Mauritius)                            |                     |                    |                        |                          |      |
| Sigla internazionale secondo lo standard ISO 3166 | Numeri di controllo | BBAN               | BBAN                   | BBAN                     | BBAN |
| Sigla internazionale secondo lo standard ISO 3166 | Numeri di controllo | Codice della banca | Codice dello sportello | Numero di conto corrente |      |
| MU                                                | 12                  | 123456             | 12                     | 123456789012345678       |      |

### Israele
| IBAN (Israele)                                    |                     |                    |                |                          |      |
| Sigla internazionale secondo lo standard ISO 3166 | Numeri di controllo | BBAN               | BBAN           | BBAN                     | BBAN |
| Sigla internazionale secondo lo standard ISO 3166 | Numeri di controllo | Codice della Banca | Numero filiale | Numero di conto corrente |      |
| IL                                                | 12                  | 123                | 123            | 1234567890123            |      |

### Italia
| IBAN (Italia)                                     |                     |                              |                          |                      |                          |
| Sigla internazionale secondo lo standard ISO 3166 | Numeri di controllo | BBAN                         | BBAN                     | BBAN                 | BBAN                     |
| Sigla internazionale secondo lo standard ISO 3166 | Numeri di controllo | Carattere di controllo (CIN) | Codice della Banca (ABI) | Numero filiale (CAB) | Numero di conto corrente |
| IT                                                | 12                  | X                            | 12345                    | 12345                | A12345678901             |

Per l'Italia il BBAN è stato fissato a 23 caratteri, prevedendo una lettera per il CIN, 5 numeri per l'ABI, 5 numeri per il CAB e 12 caratteri alfanumerici per il conto corrente, portando quindi l'IBAN a un totale di 27 caratteri. Il CIN è un carattere di controllo ottenuto con un algoritmo analogo a quello utilizzato per la generazione dell'ultimo carattere del codice fiscale.

### Kazakistan
| IBAN (Kazakistan)                                 |                     |                    |                          |      |      |
| Sigla internazionale secondo lo standard ISO 3166 | Numeri di controllo | BBAN               | BBAN                     | BBAN | BBAN |
| Sigla internazionale secondo lo standard ISO 3166 | Numeri di controllo | Codice della banca | Numero di conto corrente |      |      |
| KZ                                                | 12                  | 123                | 1234567890123            |      |      |

### Kuwait
| IBAN (Kuwait)                                     |                     |                    |                          |      |      |
| Sigla internazionale secondo lo standard ISO 3166 | Numeri di controllo | BBAN               | BBAN                     | BBAN | BBAN |
| Sigla internazionale secondo lo standard ISO 3166 | Numeri di controllo | Codice della banca | Numero di conto corrente |      |      |
| KW                                                | 12                  | ABCD               | 1234567890123456789012   |      |      |

### Kosovo
| IBAN (Kosovo)                                     |                     |                    |                          |      |      |
| Sigla internazionale secondo lo standard ISO 3166 | Numeri di controllo | BBAN               | BBAN                     | BBAN | BBAN |
| Sigla internazionale secondo lo standard ISO 3166 | Numeri di controllo | Codice della banca | Numero di conto corrente |      |      |
| XK                                                | 12                  | 12                 | 12345678901234           |      |      |

### Lettonia
| IBAN (Lettonia)                                   |                     |                        |                          |      |      |
| Sigla internazionale secondo lo standard ISO 3166 | Numeri di controllo | BBAN                   | BBAN                     | BBAN | BBAN |
| Sigla internazionale secondo lo standard ISO 3166 | Numeri di controllo | Codice BIC della banca | Numero di conto corrente |      |      |
| LV                                                | 12                  | ABCD                   | 1234567890123            |      |      |

### Libano
| IBAN (Libano)                                     |                     |                    |                          |      |      |
| Sigla internazionale secondo lo standard ISO 3166 | Numeri di controllo | BBAN               | BBAN                     | BBAN | BBAN |
| Sigla internazionale secondo lo standard ISO 3166 | Numeri di controllo | Codice della banca | Numero di conto corrente |      |      |
| LB                                                | 12                  | 1234               | 12345678901234567890     |      |      |

### Liechtenstein
| IBAN (Liechtenstein)                              |                     |                    |                          |      |      |
| Sigla internazionale secondo lo standard ISO 3166 | Numeri di controllo | BBAN               | BBAN                     | BBAN | BBAN |
| Sigla internazionale secondo lo standard ISO 3166 | Numeri di controllo | Codice della banca | Numero di conto corrente |      |      |
| LI                                                | 12                  | 12345              | 123456789012             |      |      |

### Lituania
| IBAN (Lituania)                                   |                     |                    |                          |      |      |
| Sigla internazionale secondo lo standard ISO 3166 | Numeri di controllo | BBAN               | BBAN                     | BBAN | BBAN |
| Sigla internazionale secondo lo standard ISO 3166 | Numeri di controllo | Codice della banca | Numero di conto corrente |      |      |
| LT                                                | 12                  | 12345              | 12345678901              |      |      |

### Lussemburgo
| IBAN (Lussemburgo)                                |                     |                    |                          |      |      |
| Sigla internazionale secondo lo standard ISO 3166 | Numeri di controllo | BBAN               | BBAN                     | BBAN | BBAN |
| Sigla internazionale secondo lo standard ISO 3166 | Numeri di controllo | Codice della banca | Numero di conto corrente |      |      |
| LU                                                | 12                  | 123                | 1234567890123            |      |      |

### Macedonia del Nord
| IBAN (Macedonia del Nord)                         |                     |                    |                          |                     |      |
| Sigla internazionale secondo lo standard ISO 3166 | Numeri di controllo | BBAN               | BBAN                     | BBAN                | BBAN |
| Sigla internazionale secondo lo standard ISO 3166 | Numeri di controllo | Codice della banca | Numero di conto corrente | Codice di controllo |      |
| MK                                                | 12                  | 123                | 1234567890               | 12                  |      |

### Malta
| IBAN (Malta)                                      |                     |                    |                        |                          |      |
| Sigla internazionale secondo lo standard ISO 3166 | Numeri di controllo | BBAN               | BBAN                   | BBAN                     | BBAN |
| Sigla internazionale secondo lo standard ISO 3166 | Numeri di controllo | Codice della banca | Codice dello sportello | Numero di conto corrente |      |
| MT                                                | 12                  | ABCD               | 12345                  | 123456789012345678       |      |

### Mauritania
| IBAN (Mauritania)                                 |                     |                    |              |                          |                     |
| Sigla internazionale secondo lo standard ISO 3166 | Numeri di controllo | BBAN               | BBAN         | BBAN                     | BBAN                |
| Sigla internazionale secondo lo standard ISO 3166 | Numeri di controllo | Codice della banca | Code guichet | Numero di conto corrente | Chiave di controllo |
| MR                                                | 12                  | 12345              | 12345        | 12345678901              | 12                  |

### Moldavia
| IBAN (Moldavia)                                   |                     |                    |                          |      |      |
| Sigla internazionale secondo lo standard ISO 3166 | Numeri di controllo | BBAN               | BBAN                     | BBAN | BBAN |
| Sigla internazionale secondo lo standard ISO 3166 | Numeri di controllo | Codice della banca | Numero di conto corrente |      |      |
| MD                                                | 12                  | 12                 | 123456789012345678       |      |      |

### Montenegro
| IBAN (Montenegro)                                 |                     |                    |                          |                     |      |
| Sigla internazionale secondo lo standard ISO 3166 | Numeri di controllo | BBAN               | BBAN                     | BBAN                | BBAN |
| Sigla internazionale secondo lo standard ISO 3166 | Numeri di controllo | Codice della banca | Numero di conto corrente | Chiave di controllo |      |
| ME                                                | 12                  | 123                | 1234567890123            | 12                  |      |

### Norvegia
| IBAN (Norvegia)                                   |                     |                    |                          |                     |      |
| Sigla internazionale secondo lo standard ISO 3166 | Numeri di controllo | BBAN               | BBAN                     | BBAN                | BBAN |
| Sigla internazionale secondo lo standard ISO 3166 | Numeri di controllo | Codice della banca | Numero di conto corrente | Chiave di controllo |      |
| NO                                                | 12                  | 1234               | 123456                   | 1                   |      |

### Paesi Bassi
| IBAN (Paesi Bassi)                                |                     |                    |                          |      |      |
| Sigla internazionale secondo lo standard ISO 3166 | Numeri di controllo | BBAN               | BBAN                     | BBAN | BBAN |
| Sigla internazionale secondo lo standard ISO 3166 | Numeri di controllo | Codice della banca | Numero di conto corrente |      |      |
| NL                                                | 12                  | ABCD               | 1234567890               |      |      |

### Polonia
| IBAN (Polonia)                                    |                     |                    |                |                     |                          |      |
| Sigla internazionale secondo lo standard ISO 3166 | Numeri di controllo | BBAN               | BBAN           | BBAN                | BBAN                     | BBAN |
| Sigla internazionale secondo lo standard ISO 3166 | Numeri di controllo | Codice della banca | Codice agenzia | chiave di controllo | Numero di conto corrente |      |
| PL                                                | 12                  | 123                | 1234           | 1                   | 1234567890123456         |      |

### Portogallo
| IBAN (Portogallo)                                 |                     |                    |                          |                     |      |
| Sigla internazionale secondo lo standard ISO 3166 | Numeri di controllo | BBAN               | BBAN                     | BBAN                | BBAN |
| Sigla internazionale secondo lo standard ISO 3166 | Numeri di controllo | Codice della banca | Numero di conto corrente | Chiave di controllo |      |
| PT                                                | 12                  | 12345678           | 12345678901              | 12                  |      |

### Principato di Monaco
| IBAN (Principato di Monaco)                       |                     |                    |                |                          |                     |      |
| Sigla internazionale secondo lo standard ISO 3166 | Numeri di controllo | BBAN               | BBAN           | BBAN                     | BBAN                | BBAN |
| Sigla internazionale secondo lo standard ISO 3166 | Numeri di controllo | Codice della banca | Codice agenzia | Numero di conto corrente | chiave di controllo |      |
| MC                                                | 12                  | 12345              | 12345          | 12345678901              | 12                  |      |

### Regno Unito
| IBAN (Regno Unito)                                |                     |                    |                        |                          |      |
| Sigla internazionale secondo lo standard ISO 3166 | Numeri di controllo | BBAN               | BBAN                   | BBAN                     | BBAN |
| Sigla internazionale secondo lo standard ISO 3166 | Numeri di controllo | Codice della banca | Codice dello sportello | Numero di conto corrente |      |
| GB                                                | 12                  | ABCD               | 123456                 | 12345678                 |      |

### Repubblica Ceca
| IBAN (Repubblica Ceca)                            |                     |                    |                        |                          |      |
| Sigla internazionale secondo lo standard ISO 3166 | Numeri di controllo | BBAN               | BBAN                   | BBAN                     | BBAN |
| Sigla internazionale secondo lo standard ISO 3166 | Numeri di controllo | Codice della banca | Codice dello sportello | Numero di conto corrente |      |
| CZ                                                | 12                  | 1234               | 123456                 | 1234567890               |      |

### Repubblica Dominicana
| IBAN (Repubblica Dominicana)                      |                     |                    |                          |      |      |
| Sigla internazionale secondo lo standard ISO 3166 | Numeri di controllo | BBAN               | BBAN                     | BBAN | BBAN |
| Sigla internazionale secondo lo standard ISO 3166 | Numeri di controllo | Codice della banca | Numero di conto corrente |      |      |
| DO                                                | 12                  | 1234               | 12345678901234567890     |      |      |

### Repubblica di San Marino
| IBAN (San Marino)                                 |                     |      |       |       |                          |
| Sigla internazionale secondo lo standard ISO 3166 | Numeri di controllo | BBAN | BBAN  | BBAN  | BBAN                     |
| Sigla internazionale secondo lo standard ISO 3166 | Numeri di controllo | CIN  | ABI   | CAB   | Numero di conto corrente |
| SM                                                | 12                  | L    | 12345 | 12345 | 123456789012             |

### Romania
| IBAN (Romania)                                    |                     |                    |                          |      |      |
| Sigla internazionale secondo lo standard ISO 3166 | Numeri di controllo | BBAN               | BBAN                     | BBAN | BBAN |
| Sigla internazionale secondo lo standard ISO 3166 | Numeri di controllo | Codice della banca | Numero di conto corrente |      |      |
| RO                                                | 12                  | ABCD               | 1234567890123456         |      |      |

### Serbia
| IBAN (Serbia)                                     |                     |                    |                          |                     |      |
| Sigla internazionale secondo lo standard ISO 3166 | Numeri di controllo | BBAN               | BBAN                     | BBAN                | BBAN |
| Sigla internazionale secondo lo standard ISO 3166 | Numeri di controllo | Codice della banca | Numero di conto corrente | Chiave di controllo |      |
| RS                                                | 12                  | 123                | 1234567890123            | 12                  |      |

### Spagna
| IBAN (Spagna)                                     |                     |                    |                        |                     |                          |
| Sigla internazionale secondo lo standard ISO 3166 | Numeri di controllo | BBAN               | BBAN                   | BBAN                | BBAN                     |
| Sigla internazionale secondo lo standard ISO 3166 | Numeri di controllo | Codice della banca | Codice dello sportello | Chiave di controllo | Numero di conto corrente |
| ES                                                | 12                  | 1234               | 1234                   | 12                  | 1234567890               |

### Svizzera
| IBAN (Svizzera)                                   |                     |                    |                          |      |      |
| Sigla internazionale secondo lo standard ISO 3166 | Numeri di controllo | BBAN               | BBAN                     | BBAN | BBAN |
| Sigla internazionale secondo lo standard ISO 3166 | Numeri di controllo | Codice della banca | Numero di conto corrente |      |      |
| CH                                                | 12                  | 12345              | 123456789012             |      |      |

### Ungheria
| IBAN (Ungheria)                                   |                     |                    |                  |                     |                          |                     |
| Sigla internazionale secondo lo standard ISO 3166 | Numeri di controllo | BBAN               | BBAN             | BBAN                | BBAN                     | BBAN                |
| Sigla internazionale secondo lo standard ISO 3166 | Numeri di controllo | Codice della Banca | Codice Sportello | Chiave di controllo | Numero di conto corrente | Chiave di controllo |
| HU                                                | 12                  | 123                | 1234             | 1                   | 123456789012345          | 1                   |

## Uso nella pubblica amministrazione
Qualora un particolare codice bancario venga associato anziché a una banca propriamente detta, a un ente della pubblica amministrazione, i codici IBAN possono essere usati per identificare con diversi "conti virtuali" una determinata causale di versamento, per esempio un particolare codice tributo, differenziato in vari modi ad esempio territorialmente oppure tipologicamente.
È quanto avviene ad esempio con il servizio di tesoreria reso dalla Ragioneria Generale dello Stato in Italia, il quale avendo assegnato dall'ABI (Associazione bancaria italiana) il codice ABI 01000 e il CAB 03245 può così strutturare centinaia di conti virtuali strutturando il campo "CC" del BBAN inserendo al suo interno dei sotto-campi che sono di pertinenza del sistema informativo dell'ente stesso. In questo modo la movimentazione di poste finanziare e versamenti effettuati all'ente di tesoreria avvengono in maniera codificata dall'IBAN stesso.